# Phumosia fulva
Phumosia fulva este o specie de muște din genul Phumosia, familia Calliphoridae. A fost descrisă pentru prima dată de Seguy în anul 1941.
Este endemică în Ivory Coast. Conform Catalogue of Life specia Phumosia fulva nu are subspecii cunoscute.